# Musik im 11. Jahrhundert
Liste der Musikjahre

Musik im 11. Jahrhundert | 12. Jahrhundert | 13. Jahrhundert | 14. Jahrhundert | 1400  | ►  | ►►

Weitere Ereignisse
Dieser Artikel behandelt die Musik im 11. Jahrhundert.
Die geistliche und weltliche Musik des 11. Jahrhunderts ist geprägt durch folgende Entwicklungen: a. Gregorianischer Choral: Der Gregorianische Choral, ein einstimmiger, unbegleiteter liturgischer Gesang der römisch-katholischen Kirche in lateinischer Sprache, spielt die zentrale Rolle in der sakralen Musik des 11. Jahrhunderts. b. Frühe Mehrstimmigkeit: In dieser Zeit entstehen die ersten Formen der Mehrstimmigkeit, bekannt als Organum. Dabei wird dem einstimmigen Gregorianischen Choral eine parallele Stimme hinzugefügt, was den Grundstein für die spätere polyphone Musik legt. c. Troubadours: Ende des 11. Jahrhunderts beginnt im südlichen Frankreich das Wirken der Trobadors und Trobairitz, der Dichter, Komponisten und Sänger höfischer mittelalterlicher Lieder. d. Entwicklung der Notenschrift: Im 11. Jahrhundert werden die Neumen, frühe musikalische Notationszeichen, weiterentwickelt. Diese Vorläufer der modernen Notenschrift ermöglichen eine genauere Aufzeichnung von Melodien und tragen zur Standardisierung und Verbreitung von Musik bei.

## Ereignisse und Personalia
1006
- Fulbert wird Bischof von Chartres; unter seinem Einfluss entstehen neue, frei komponierte liturgische Gesänge.[1]

1020
- Heiliges Römisches Reich – Hermann von Reichenau kommt im Alter von sieben Jahren, im September 1020, in klösterliche Obhut, wahrscheinlich in das Kloster Reichenau.[2]

1023
- Heiliges Römisches Reich – Guido von Arezzo wird Kamaldulenser-Prior und Lehrer der Kathedralschule von Arezzo.[3][4]

1025
- Heiliges Römisches Reich – Guido von Arezzos musiktheoretisches Hauptwerk Micrologus de disciplina artis musicae entsteht, in dem er neben den Beschreibungen von Intervallen und Kirchentonarten unter anderem auch die Legende von Pythagoras in der Schmiede weitergibt.[3]

1028
- Kirchenstaat – Guido von Arezzo überreicht vermutlich 1028 Papst Johannes XIX. (1024–1033) auf dessen Einladung hin in Rom ein Exemplar seines noch in Pomposa verfassten Antiphonarium.[3] Im Vorwort des Werkes wird erstmals die von Guido von Arezzo erfundene auf vier Linien im Terzabstand basierende Musiknotation beschrieben.

1030
- Heiliges Römisches Reich – Zwischen 1030 und seinem Tod 1054 verfasst Hermann von Reichenau in mittellateinischer Sprache seine musiktheoretische Schrift Musica, die wahrscheinlich für den Unterricht im Rahmen des Quadriviums gedacht war. Das Werk informiert über die Musiktheorie der Antike bis zur aktuell gesungenen Musik des 11. Jahrhunderts im Kloster Reichenau, wo Hermann sein Leben verbrachte.

1040
- Heiliges Römisches Reich – Berno von Reichenau stellt seine Werke Prologus in tonarium und Prologus in antiphonarium fertig.

1043
- Heiliges Römisches Reich – Um 1043 legt Hermann von Reichenau unter Abt Berno in Kloster Reichenau die Mönchsgelübde ab.[2]

1050
- Heiliges Römisches Reich

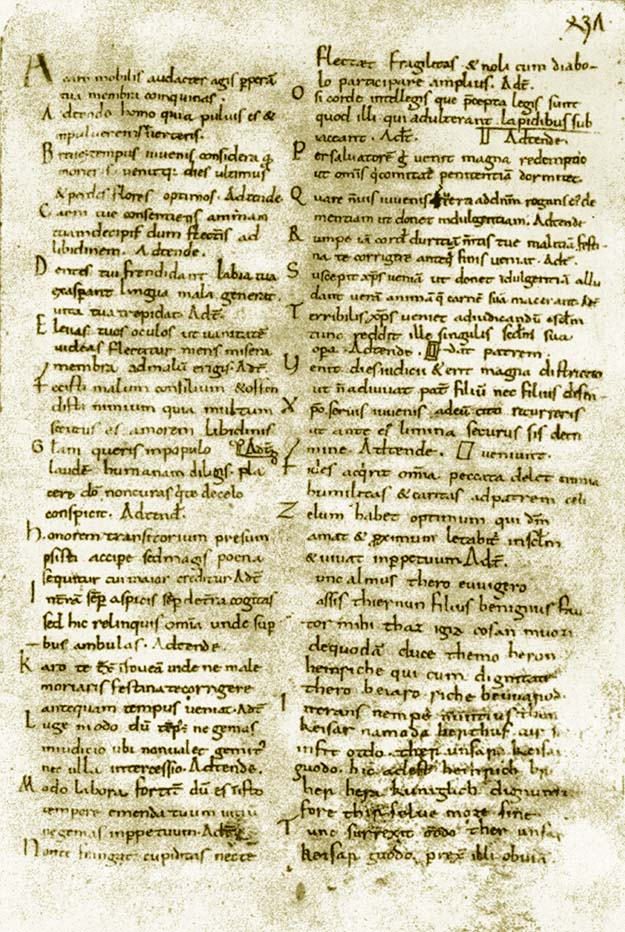
Seite aus den Carmina Cantabrigiensia (Cambridge University Library, Gg 5.35), 11. Jahrhundert

  - Um 1050 erstellt Wilhelm von Hirsau sein Traktat De Musica.
  - Um 1050 wird die Sammlung Carmina Cantabrigiensia, bestehend aus lateinischen Dichtungen, vermutlich in der Rheingegend zusammengestellt.

1069
- Heiliges Römisches Reich – Wilhelm von Hirsau wird im Kloster Hirsau zum Abt berufen.

1070
- Song-Dynastie – Um 1070/1080 beginnt Chen Yang die Arbeit an seinem Werk Yueshu [Buch der Musik].[5]

1094
- Song-Dynastie – Im Zeitraum 1094 bis 1097 legt Chen Yang sein jinshi-Examen (eine Art Doktorprüfung) ab.[5]

1097
- Song-Dynastie – Chen Yang steigt „nach Übernahme lokaler Beamtenaufgaben und Ämter innerhalb des kaiserlichen Opferamtes zum stellvertretenden Präsidenten des Ritenministeriums auf.“[5]

1100
- Heiliges Römisches Reich
  - Der Musiktheoretiker und Komponist Rudolf von St. Trond tritt um 1100 ins Kloster Sint-Truiden ein.
  - Der Musiktheoretiker Johannes Cotto ist um 1100 aktiv und arbeitet wahrscheinlich in Süddeutschland oder der Schweiz.[6]
- Herzogtum Aquitanien – Um das Jahr 1100 beginnt das Wirken Wilhelms IX. als Troubadour der ersten Generation.
- Song-Dynastie – Chen Yang vollendet die Arbeit an seinem Werk Yueshu [Buch der Musik]. Die Reinschrift wird 1103, der Erstdruck 1199 erfolgen.[5]

## Kompositionen und Schriften
1001

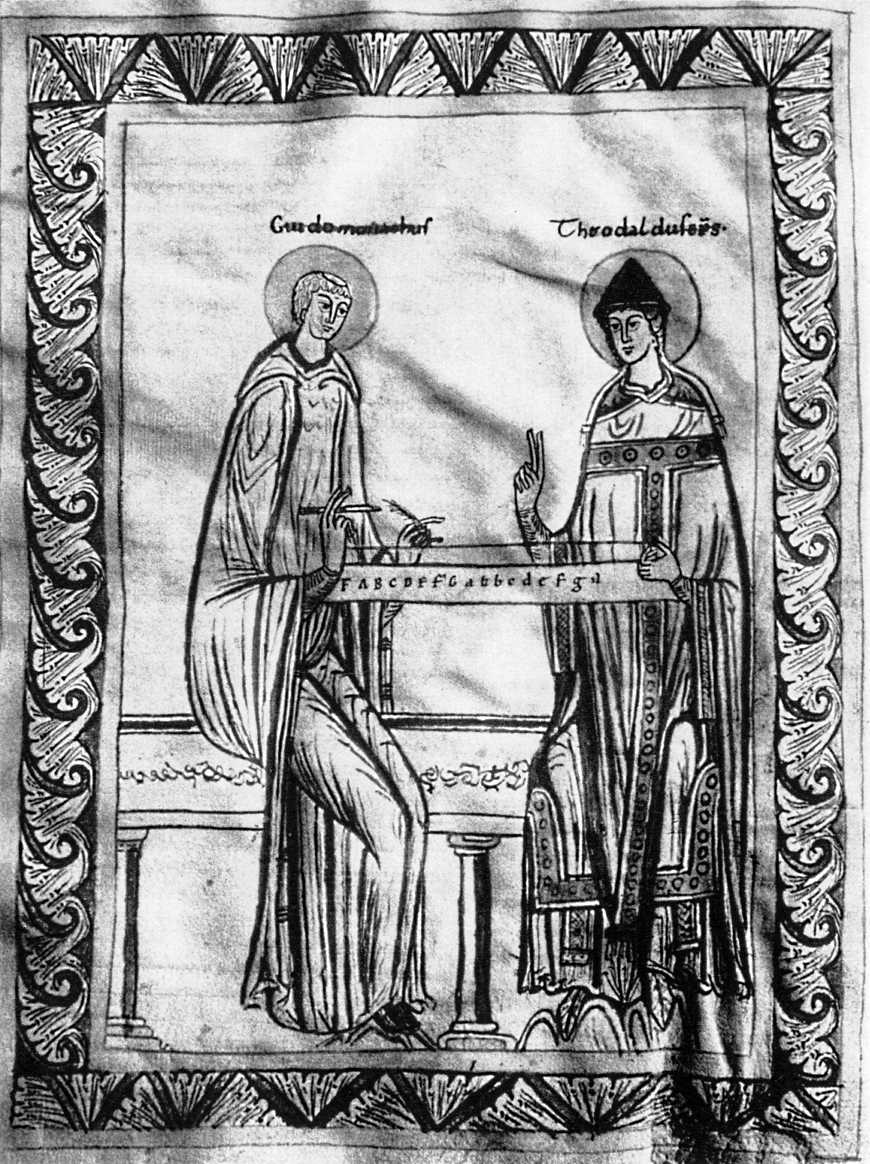
Guido von Arezzo unterweist den Bischof Theodaldo von Arezzo am Monochord(Zeichnung 12. Jahrhundert aus dem Codex Lat. 51 f°35v XIe Vienne)

- Im Kloster Reichenau entsteht die Handschrift D-BAs Lit. 5, ein liturgischer Codex mit Tropen, Sequenzen, Offertorium-Versen und einem Tonar; sie ist eine der wenigen vollständig erhaltenen Quellen zum Repertoire des Reichenauer Gesangs.[7][8]

1003
- Ein Inventar des Kirchenschatzes der Abtei Saint-Martial in Limoges (überliefert in einer Abschrift des 16. Jahrhunderts) verzeichnet erstmals ein Troparium („troparium cum tabulis eburneis“). Es wird mit dem heute in der Bibliothèque nationale de France überlieferten, illuminierten Manuskript F-Pn lat. 9448 in Verbindung gebracht, das Tropen und Sequenzen enthält und die liturgische wie materielle Bedeutung frühmittelalterlicher Gesangbücher dokumentiert.[8]

1025
- Guido von Arezzo – Micrologus de disciplina artis musicae[4]

1028
- Guido von Arezzo – Prologus in antiphonarium (Aliae regulae)[4]

1040
- Berno von Reichenau – Prologus in tonarium; Prologus in antiphonarium (um 1040)

1050
- Anonymus – Winchester Tropar[9]
- Wilhelm von Hirsau: De Musica (um 1050)[10]
- Sammlung Carmina Cantabrigiensia (um 1050)

1054
- Hermann von Reichenau – Musica, musiktheoretische Schrift, verfasst zwischen 1030 und 1054

1078
- Aribo Scholasticus – De musica (um 1078)[11]

1100
- Johannes Cotto – Quaestiones in musica, um 1100[6][12]
- Johannes Cotto – De musica cum tonario, um 1100, vermutlich von Johannes Cotto verfasst[6]
- Guido von Farfa – Disciplina Farfensis, um 1100[13]
- Chen Yang – Yueshu [Buch der Musik][5]
- Ad organum faciendum, auch bekannt als Prosateil des Mailänder Traktates heißt die bekannteste Schrift einer Traktatgruppe, die um 1100 entsteht[14]
- Graduale und notiertes Brevier aus Brescia, um 1100, mit Neumen notiert (Handschrift Hs. Can.liturg.366)[15]
- Graduale von St. Etienne aus Toulouse, enthält ein Tonar, entsteht um 1100 (Handschrift Harley 4951)[16]
- La Chanson de sainte Foi d’Agen, das Sankta-Fides-Lied, entsteht um 1100[17]
- Sponsus von Sankt Martial, ein erstes Beispiel eines mit volkssprachigem Text durchsetzten lateinischen Spieles, das um das Jahr 1100 entsteht[18]

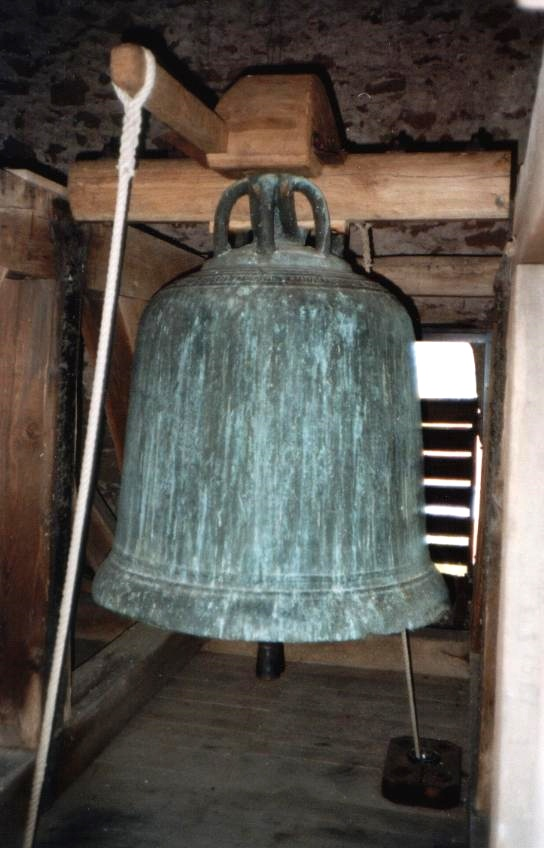
Die Lullusglocke hängt im obersten Geschoss des Katharinenturms der Stiftsruine Bad Hersfeld.

## Musikinstrumente
1038
- Heiliges Römisches Reich – Am 24. Juni wird in Bad Hersfeld die älteste datierte Glocke Deutschlands, die Lullusglocke, in dünner Bienenkorb-Rippe gegossen.

1100
- Baldrik von Dol (1047–1131) beschreibt um 1100 eine Orgel in der Benediktinerabtei Fécamp.[19]
- Am Portico de la Palterías in Santiago de Compostela findet man eine Darstellung König Davids mit einer Rebec in den Händen, die um 1100 entsteht.[20]

## Geboren
1013
- 18. Juli: Hermann von Reichenau, deutscher Mönch, Historiker, Schriftsteller, Komponist, Mathematiker und Astronom († 1054)[2]

1016

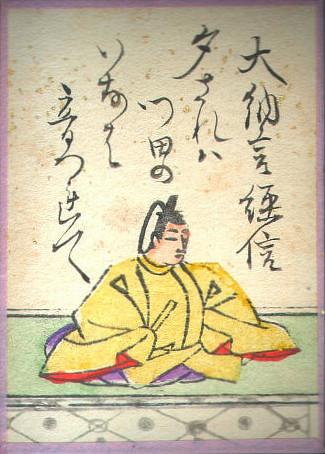
Abbildung von Minamoto no Tsunenobu im Ogura Hyakunin Isshu

- Minamoto no Tsunenobu, japanischer Staatsmann, Dichter und Musiker († 1097)

1027
- Zwischen 1027 und 1030: Bruno von Köln, Begründer des Kartäuserordens († 1001).[21]

1030
- Um 1030: Sigebert von Gembloux, ghibellinischer Historiograph, Hagiograph, Theologe, Liturgiker, Komputist und Publizist († 1112)
- Um 1030: Wilhelm von Hirsau, Benediktiner-Abt, Klosterreformer und Musiktheoretiker († 1091)[10]

1037
- 08. Januar: Su Shi, Dichter der chinesischen Song-Dynastie († 1101)[22][23]

1040

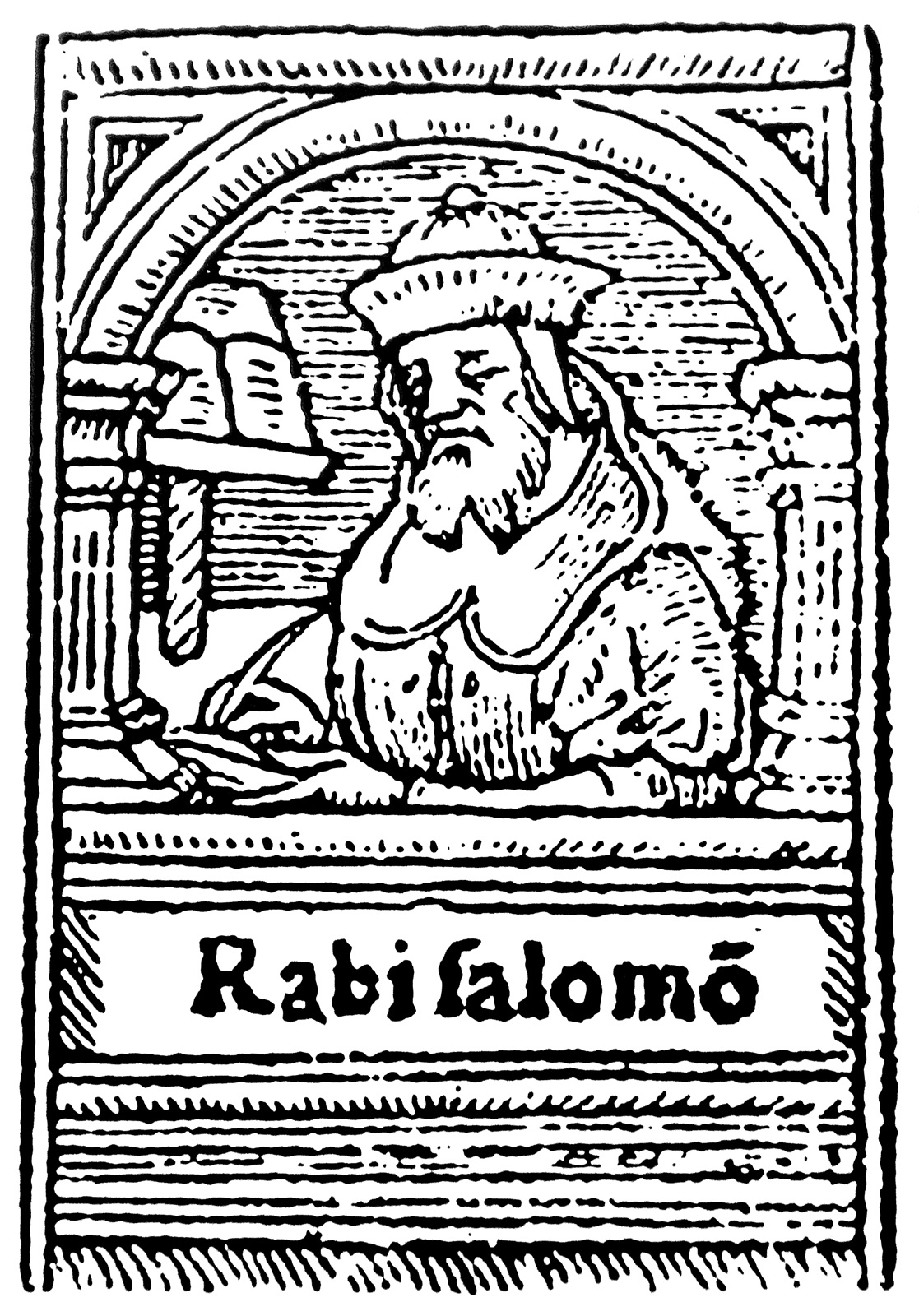
Raschi, symbolische Darstellung von 1539

- Milarepa, tantrischer Meister, Dichter, Komponist und Begründer der Kagyü-Schulen des tibetischen Buddhismus († 1123)
- Raschi, Rabbiner und Talmud-Kommentator aus Troyes († 1105)[24]

1050
- Um 1050: Theoger von Sankt Georgen, Bischof und Musiktheoretiker († 1120)[25]

1052

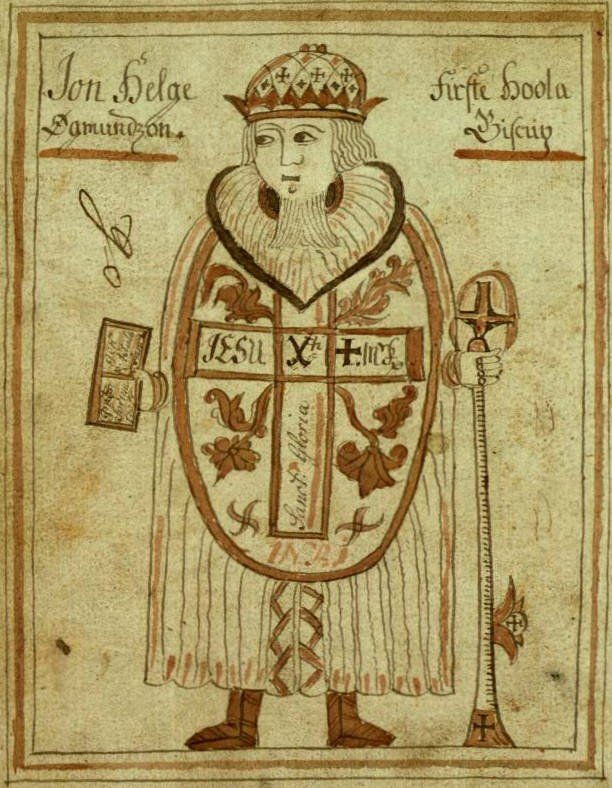
Bischof Jón Ögmundsson hält einen Bischofsstab und ein Buch, Abbildung aus einem aus dem 19. Jahrhundert stammenden isländischen Manuskript

- Jón Ögmundsson, isländischer Bischof, selbst als Sänger bekannt († 1121)[26]

1059
- Um 1059: Chen Yang, chinesischer Musiktheoretiker († 1122)[27]

1060
- Um 1060: Calixtus II., Papst und Initiator des Codex Calixtinus († 1124)

1065
- Um 1065: Egino, Reformabt am Benediktinerkloster St. Ulrich und Afra in Augsburg, Dichter und Komponist († 1120)

1067
- Abu al-Salt, andalusisch-arabischer Universalgelehrter und Musiktheoretiker († 1134)[28]

1068
- Vor 1068: Aribo Scholasticus, Musiktheoretiker († nach 1078)[11]

1069
- Um 1069: Godric, englischer Heiliger, Eremit und Komponist († 1170)[29]

1070
- Um 1070: Rupert von Deutz, Benediktiner, Exeget, Mystiker und Liturgiekommentator († 1129)[30]
- Um 1070: Rudolf von St. Trond, wallonischer Benediktinermönch, Geistlicher, Musikwissenschaftler und Komponist († 1138)[31]

1071
- 22. Oktober: Wilhelm IX., Herzog von Aquitanien und Gascogne, wird als erster Troubadour gesehen († 1126)[32]

1073
- Alfons I., König von Aragón und Navarra sowie Troubadour († 1134)
- Ryōnin, japanischer Priester, Musiker und Gründer der Yūzū-Nembutsu-Lehre des Buddhismus († 1132)[33]

1074
- Um 1074: Jehuda ha-Levi, sephardischer Philosoph, gilt als der bedeutendste hebräische Dichter des Mittelalters († 1141)

1079

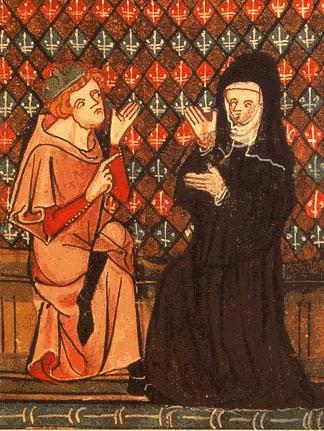
Abaelardus und Heloïse in einer Handschrift des Roman de la Rose, Chantilly, musée Condé (14. Jahrhundert)

- Petrus Abaelardus, französischer Philosoph, Scholastiker, Musiker und Schriftsteller († 1142)[34]

1085
- Um 1085: Thierry von Chartres, platonischer Philosoph und Verfasser des Heptateuchon († um 1155)

1086
- Um 1086: Hugo Primas, französischer Wanderscholar, Literaturgelehrter und Dichter († 1160)[35]

1087
- Ibn Quzman, islamischer Dichter († 1160)

1092

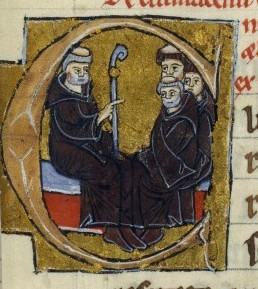
Abt Petrus Venerabilis und drei Mönche (Buchmalerei 13. Jahrhundert)

- Petrus Venerabilis, Klosterreformer und Abt von Cluny sowie Hymnendichter († 1156)

1095
- Um 1095: Ibn Baddscha, andalusisch-muslimischer Universalgelehrter auf den Gebieten islamische Astronomie, Logik in der islamischen Philosophie, arabische Musik, frühe islamische Philosophie, Physik im mittelalterlichen Islam, islamische Psychologie, arabische Poesie und Wissenschaft († um 1138)
- Um 1095: Heloisa, Ehefrau des Philosophen und Theologen Peter Abaelard und Äbtissin des Klosters Le Paraclet bei Nogent-sur-Seine († 1164)

1097
- Hugo von St. Viktor, Theologe und Philosoph, Verfasser des Didascalicon († 1141)

1098
- Hildegard von Bingen, Ärztin, Mystikerin, Naturforscherin, Musikerin und Theologin († 1179)[36]

1099
- Wilhelm X., Herzog von Aquitanien und Förderer der Troubadour-Tradition († 1137)

1100

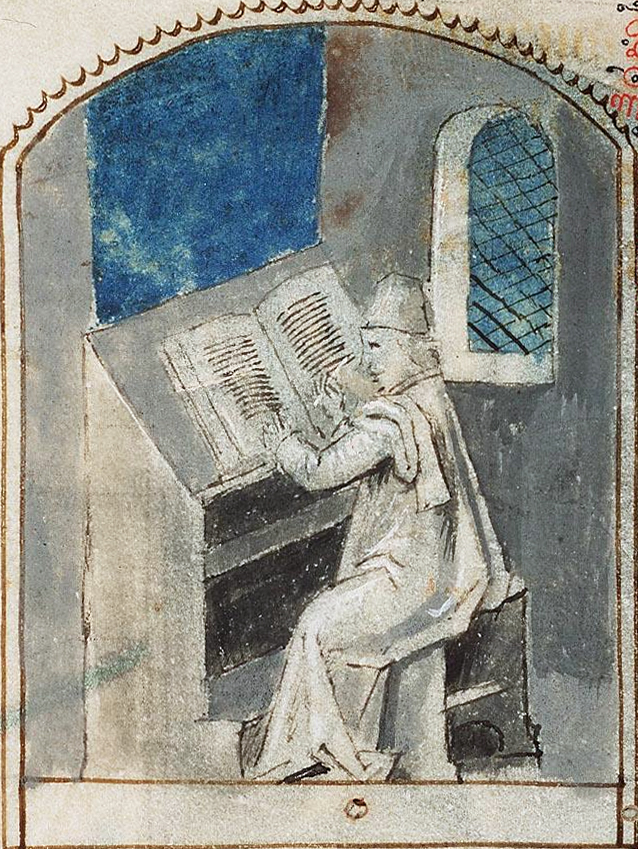
Darstellung von Petrus Comestor in einer späteren Abschrift der Historia Scholastica, ca. 1470

- Um 1100: Petrus Comestor, französischer Theologe, der um 1160 zum Domkapitel von Notre-Dame-de-Paris zählte und dort Kanzler war († 1178)[37]
- Um 1100: Jaufré Rudel, französischer Troubadour († um 1147)[38]

Geboren im 11. Jahrhundert
- Johannes Cotto, Musiktheoretiker († 12. Jahrhundert)
- Frutolf von Michelsberg, Mönch, Priester und Musiktheoretiker im Kloster Michelsberg in Bamberg († 1103)[39]

## Gestorben
1003
- 12. Mai: Silvester II. (vorher Gerbert von Aurillac), französischer Gelehrter, Musiktheoretiker und Papst, verfasste einen Traktat über die mensurale Teilung des Monochords und die proportionale Längenberechnung von Orgelpfeifen zur Tonhöhenbestimmung (* um 950)[40]

1007
- 31. Oktober: Heriger von Lobbes, flämischer Geistlicher und Komponist, Abt der Abtei Lobbes im Hennegau (* um 940)

1034
- Ademar von Chabannes, französischer Mönch und Chronist, Komponist und Fälscher (* 989)

1037
- Avicenna, persischer Arzt, Philosoph, Theologe, Physiker, Mathematiker, Astronom, Alchemist und Musiktheoretiker sowie Politiker (* vor 980)

1046
- Nach 1046: Wipo, mittellateinischer Dichter, Kirchenlieddichter und Historiograph (* vor 1000)

1048
- 07. Juni: Berno von Reichenau, Abt des Klosters Reichenau und Musiktheoretiker (* um 978)[41]

1050

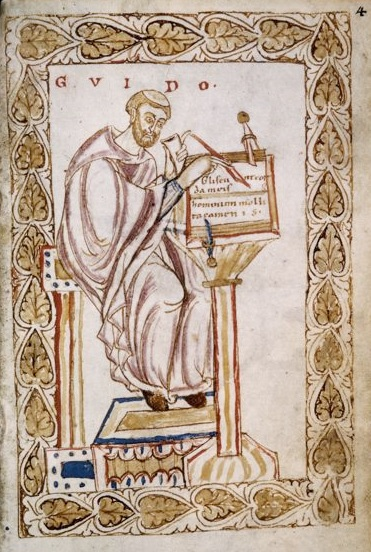
Guido von Arezzo

- 17. Mai (unsicher): Guido von Arezzo, italienischer Benediktinermönch, Musiktheoretiker und Lehrer (* um 992)[42]

1054
- 24. September: Hermann von Reichenau, deutscher Mönch, Historiker, Schriftsteller, Komponist, Mathematiker und Astronom (* 1013)[2]

1078
- Nach 1078: Aribo Scholasticus, Musiktheoretiker (* vor 1068)[11]

1091
- 05. Juli: Wilhelm von Hirsau, Benediktiner-Abt, Klosterreformer und Musiktheoretiker (* um 1030)[10]

1097
- 20. Februar: Minamoto no Tsunenobu, japanischer Staatsmann, Dichter und Musiker (* 1016)

1100
- Um 1100: Ephrem Moire, Hymnograph der georgischen Kirche (* unbekannt)[43][44]